# Borys Lojkine
 (mai 2021).
 (mai 2021).
La mise en forme du texte ne suit pas les recommandations de Wikipédia : il faut le « wikifier ».
Les points d'amélioration suivants sont les cas les plus fréquents :
- Les titres sont pré-formatés par le logiciel. Ils ne sont ni en capitales, ni en gras.
- Le texte ne doit pas être écrit en capitales (les noms de famille non plus), ni en gras, ni en italique, ni en « petit »…
- Le gras n'est utilisé que pour surligner le titre de l'article dans l'introduction, une seule fois.
- L'italique est rarement utilisé : mots en langue étrangère, titres d'œuvres, noms de bateaux, etc.
- Les citations ne sont pas en italique mais en corps de texte normal. Elles sont entourées par des guillemets français : « et ».
- Les listes à puces sont à éviter, des paragraphes rédigés étant largement préférés. Les tableaux sont à réserver à la présentation de données structurées (résultats, etc.).
- Les appels de note de bas de page (petits chiffres en exposant, introduits par l'outil «  Source ») sont à placer entre la fin de phrase et le point final[comme ça].
- Les liens internes (vers d'autres articles de Wikipédia) sont à choisir avec parcimonie. Créez des liens vers des articles approfondissant le sujet. Les termes génériques sans rapport avec le sujet sont à éviter, ainsi que les répétitions de liens vers un même terme.
- Les liens externes sont à placer uniquement dans une section « Liens externes », à la fin de l'article. Ces liens sont à choisir avec parcimonie suivant les règles définies. Si un lien sert de source à l'article, son insertion dans le texte est à faire par les notes de bas de page.
- La présentation des références doit suivre les conventions bibliographiques. Il est recommandé d'utiliser les modèles {{Ouvrage}}, {{Chapitre}}, {{Article}}, {{Lien web}} et/ou {{Bibliographie}}. Le mode d'édition visuel peut mettre en forme automatiquement les références.
- Insérer une infobox (cadre d'informations à droite) n'est pas obligatoire pour parachever la mise en page.

Pour une aide détaillée, merci de consulter Aide:Wikification.
Si vous pensez que ces points ont été résolus, vous pouvez retirer ce bandeau et améliorer la mise en forme d'un autre article.
Borys Ievhenovytch Lojkine (en ukrainien : Борис Євгенович Ложкін), né le 23 octobre 1971 à Kharkiv, est un homme d'affaires et investisseur ukrainien.
Il est vice-président du Congrès juif mondial, premier vice-président du Congrès juif euro-asiatique et, depuis mai 2018, président de la Confédération juive de l'Ukraine (en).
Du 10 juin 2014 au 29 août 2016, il a été le chef de l'administration du président de l'Ukraine.

## Biographie

### Jeunesse et études
En 1997 il est diplômé de l'Institut pédagogique d’Etat à Kharkiv (en), avec pour spécialité « Langue et littérature russes ».
De 1990 à 1992, il suit un cours intitulé « Management de haut niveau », à la faculté de management international et de commerce, de la filiale de l’« Institut d'humanisation[Quoi ?] et de développement de l’enseignement (États-Unis) ».
À partir de 1985, à l’âge de 14 ans, et parallèlement à ses études, il commence une carrière de journaliste comme pigiste des journaux Leninskaïa Smena et Vetcherny Kharkov (en). Trois ans plus, il devient journaliste salarié et chef des nouvelles du journal quotidien Vetcherny Kharkov.

### Activité commerciale
Borys Lojkine entame une activité commerciale durant ses études à l’université, en créant à Kharkiv, à l’âge de 18 ans, une chaîne commerciale de vente de livres et de périodiques. En parallèle de l'activité dans sa propre entreprise, Lojkine poursuit sa carrière de journaliste dans la presse et à la télé.
A la fin de l'année 1990, Lojkine crée, à 19 ans, l’une des premières publications commerciales en URSS – dans le journal ATV, qui publie des histoires sur les vedettes de cinéma et de télé, et sur les programmes de télé. Borys Lojkine était à la fois l’éditeur et le directeur de ce journal.

### Lancement deTélénedelia
Le journal ATV a eu du succès à Kharkiv. Grâce aux fonds tirés de sa vente, Borys Lojkine fonde, avec des partenaires, une agence publicitaire de cycle complet et de production de télévision. Au printemps 1994, paraît le premier numéro d’un guide de télé Télénedelia (ru)
En deux ans seulement, Télénedelia est devenu la publication la plus diffusée dans le pays, ayant lancé des versions régionales dans les 10 plus grandes villes de l’Ukraine.
Neuf ans plus tard (novembre 2003), Lojkine parvient à intégrer le marché russe. Les éditions Populiarnaïa pressa (Presse populaire), fondées avec ses partenaires, lancent en Russie un magazine de célébrités Télénedelia. En trois ans, plus de 20 filiales régionales ouvrent sur le territoire de la fédération de Russie, de Moscou à Vladivostok. En 2013, Télénedelia fait partie des 10 plus grandes marques d’impression de l’espace postsoviétique, avec 5,2 millions de lecteurs. Le format de publication est populaire : interviews avec les vedettes de show-biz, reportages photos avec des célébrités, projets spéciaux avec leur participation...
D'après Lojkine lui-même, Télénedelia est devenu une locomotive qui a entraîné toutes ses autres marques vers le succès. Pour la gestion de ces dernières, Lojkine a créé, à la fin des années 1990, une société, Media Holding Ukrainien, renommée plus tard UMH Group.

### Création deholding media
À 30 ans, Borys Lojkine édite, outre Télénedelia, un magazine de football populaire, et signe un contrat de longue durée pour la publication d’un journal, Argoumenty i Fakty — Ukraina (Arguments et faits – Ukraine). Il est aussi devenu, avec la banque PrivatBank, propriétaire du journal Komsomolskaïa Pravda en Ukraine. Il est en outre parvenu à lancer des versions ukrainiennes de journaux Expres-Gazeta, Izvestia, et Soverchenno Sekretno.
En 2000, les publications de la Media Holding Ukrainien étaient tirées à 58 millions d’exemplaires. En 2012 la maison d’édition du groupe de Borys Lojkine devient la plus grande société d’édition en Ukraine, et 40 de ses éditions sont tirées à environ 115 millions d’exemplaires.
En 2002, Lojkine, en partenariat avec Gennady Bogolioubov, ouvre à Kiev un complexe polygraphique moderne. À partir de 2006, il en développe le secteur commercial. Sa chaîne nationale de vente des publications périodiques et de produits associés, Tvoïa Pressa (Ta Presse) est rapidement devenue la plus grande en Ukraine.
À partir de 2010, Boris Lojkine complète son portefeuille de marques de média : il conclut des contrats stratégiques avec les maisons d’édition américaines Forbes Media et Condé Nast, qui ont accordé à Lojkine le droit de publier en Ukraine les magazines Forbes (paraît depuis 2011), Vogue (du début de 2013), ainsi que d’autres.
Selon l’estimation de RBK. Ratings, l’UMH Group de Borys Lojkine fait partie des 15 plus grandes sociétés de holding media de l’espace postsoviétique.
Dans son bilan de 2013, le magazine Companion place Borys Lojkine dans le top-3 des managers en Ukraine.

### Business radio
Comme dans les cas des actifs imprimés, Lojkine commence à construire son business radio sur les marchés régionaux. La première transaction est conclue en 1998, quand l'homme d'affaires acquiert la majorité des actions d’une station radio de Kharkiv, Radio-50. Le partenariat de Lojkine avec les frères Sourkis, dans la station de radio Kievskiie Vedomosti (Actualités de Kyiv), est ensuite une étape importante. En 2013, sa société UMH Group gère quatre stations de radio de réseau (Avtoradio, Retro FM, Nashe Radio, Europa Plus) et trois stations locales (Jam FM, Holos Stolytsi (Voix de la capitale) et Lounge FM). En plus de ses propres stations de radio, Lojkine participe activement au lancement d’une version ukrainienne de la Radio Alla, créée par la société Profmedia en collaboration avec Alla Pougatcheva. A compter du lancement de la première station de radio en 2001, UMH Group est devenu l’un des deux holdings les plus importants du marché ukrainien de la radio, avec une audience journalière de 3 millions de personnes.

### Internet
À partir de 2008, Internet est devenu l’axe principal de développement pour l’UMH Group. Par couverture de l’audience, l’UMH est entrée dans le top-5 des sociétés opérant sur le marché ukrainien, parmi lesquelles figurent des corporations internationales telles que Google, Mail.ru et Yandex. Dans ses projets Web, l’UMH compte 15 ressources populaires, dont les projets leaders korrespondent.net, bigmir.net, i.ua, et football.ua. L'achat par Lojkine, en partenariat avec Petro Porochenko, de la société KP media, a par la suite joué un rôle non négligable dans le succès de l’axe Internet de l'UMH. Plus tard, Lojkine a fusionné une partie de ses actifs Internet avec le Media Group Ukraine (qui fait partie de la СКМ de Rinat Akhmetov) en une société United Online Ventures.

### Investissements et partenaires d'affaires
D'après les estimations des experts de l'International Renaissance Foundation, l’UMH a été initialement créé pour générer des bénéfices, se plaçant à distance de toutes les forces politiques. Cependant, Lojkine noue des partenariats d'affaires avec des oligarques (Gennady Bogolyubov, Igor Kolomoysky, Grigory et Igor Sourkis, Petro Porochenko, Rinat Akhmetov, et Edouard Proutnik entre autres). Il se pourrait donc que de tels partenariats aient influé sur la ligne éditoriale des différents médias possédés par Borys Lojkine, dans une certaine mesure.
En 2008, l’UMH Group, sous la direction de Borys Lojkine, est la première des sociétés médias ukrainiennes à effectuer un placement privé à la Bourse de Francfort. L'entreprise dégage 45 millions de dollars, pour 15 % d’actions et une capitalisation de 300 millions de dollars.
Courant 2012, Borys Lojkine recherche activement des investisseurs pour sa société, qui connaît alors un développement dynamique. Après étude de la conjoncture aux places boursières mondiales, il est recommandé au conseil d’administration de l'UMH Group de travailler avec les investisseurs privés.
Finalement, les actionnaires d’UMH Group, acceptent la proposition d’un groupe ukrainien, VETEK.

### Vente d’UMH Group
En juin 2013, Borys Lojkine déclare la vente de 98 % des actions d'UMH Groupe, pour 315 millions d'euros, au groupe de sociétés VETEK, détenu par Serhiy Kurchenko. Cette somme suit l'évaluation rendue par un groupe d'experts, qui avait estimé la somme de la transaction à 400 ou 500 millions de dollars. Le 5 novembre 2013 Borys Lojkine annonce l’achèvement anticipé de la transaction de vente à la société VETEK de 99,9 % d’actions d’UMH Group. Tous les engagements financiers relatifs à la transaction ont été complètement respectés.
Andrey Pivovarsky, directeur général du groupe Continuum, qualifie la transaction de « forte pour les actionnaires », et le milliardaire Viktor Pintchouk déclare : « Du point de vue de business, je considère cela comme une décision correcte et opportune et qu’on ne peut que le féliciter pour cette transaction ». Nikolai Lagun, copropriétaire de la Delta Banque, remarque que « L’UMH est un objet d’investissement intéressant. A en juger d’après les informations dans la presse, le montant de la transaction est de 450-500 millions de dollars. La société a été estimée à sa juste valeur ». Alexandre Rodnianski, producteur et ex-président de STS Media (en), a annoncé que « dans une conjoncture actuelle qui n’est pas très positive, où les investisseurs internationaux ne cherchent pas à entrer dans le pays et la situation mondiale n’est pas idéale, c’est une opportunité rarissime de vendre une si grande société, de médias en plus, qui n’a aucun trait aux ressources naturelles ».

## Activité publique
En 1997, il a créé la fondation Kharkiv Jeune.
Pendant deux ans, de 1997 à 1998, il est le conseiller de Viktor Souslov (ru), alors ministre de l'économie de l’Ukraine. Après avoir quitté ce poste, il est député du conseil municipal de Kharkiv (ru), de 1998 à 2002. Depuis 2003, il est membre du Conseil des entrepreneurs auprès du gouvernement de l'Ukraine.
De 2006 à 2014, il est membre du conseil d'administration de WAN-IFRA, la plus large association professionnelle de médias et de presse internationale. A ce titre, il initie et organise le Congrès mondial de la presse WAN-IFRA à Kiev, en 2012. En 2013, lors du 65e congrès de la WAN-IFRA (Bangkok), Borys Lojkine fait une présentation du rapport sur le développement des médias dans l'espace post-soviétique.
Depuis mai 2018, Borys Lojkine dirige la Confédération juive d'Ukraine.

## Famille
Borys Lojkine est marié à Nadejda Chalomova depuis 1993. Ensemble, ils ont eu une fille, Anastasiia, née en 1994.